# Бенгальський націоналізм

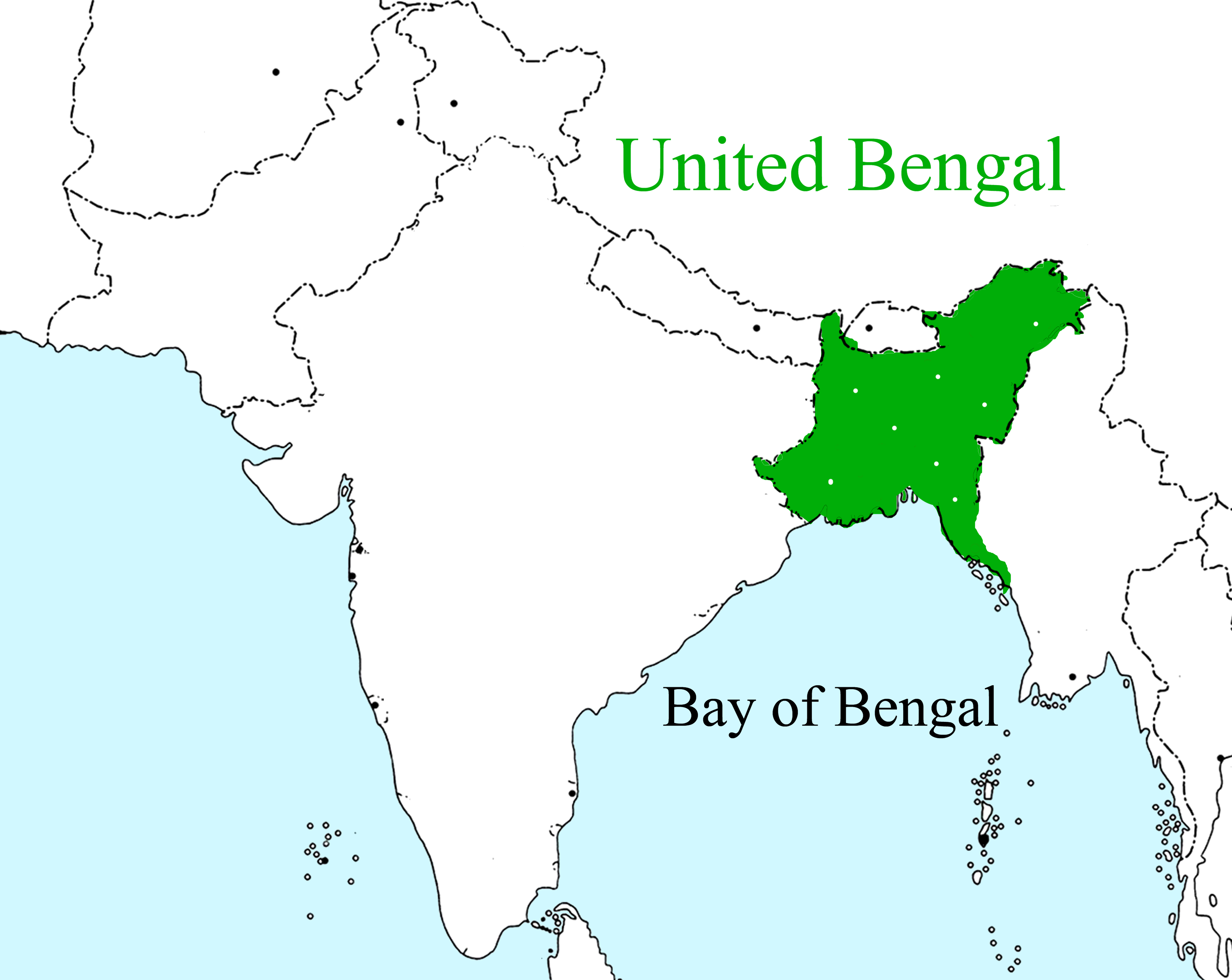
Мапа єдиної Бенгалії, яка запропонована Бенгальськими націоналістами

Бенгальський націоналізм (бенг. বাঙালি জাতীয়তাবাদ, Bangali Jatiyotabad) — форма націоналізму, яка фокусується на бенгальців як на особливій нації. Це один з чотирьох основних принципів згідно Конституції Бангладеш. Бенгальський націоналізм був головною силою при створенні незалежної держави Бангладеш в ході визвольної війни 1971 року.